# Jan Czyński
Jan Kazimierz Czyński, né le 20 janvier 1801 à Varsovie (à l'époque dans le royaume de Prusse), et mort le 30 janvier 1867 à Londres, est un avocat, écrivain et essayiste politique polonais, partisan du frankisme et du fouriérisme. Il est militant indépendantiste, socialiste utopique et démocrate radical.

## Biographie
Le père de Jan Czyński est médecin. À onze ans, Jan Czyński entre au lycée de Varsovie. Il est ensuite diplômé en droit de l'Université de Varsovie et s'installe en qualité d'avocat. Il est partisan des Jacobins et membre de la Société patriotique (pl) (en polonais : Towarzystwo Patriotyczne). Il participe à l'insurrection polonaise contre la Russie de 1830-31 en qualité de chef d'état major du général Stanisław Maria Szeptycki. Le gouvernement russe offre une prime de 1 000 chervonets pour sa capture et, après la défaite des patriotes polonais et à l'instar de nombre de ses compatriotes, il s'exile, d'abord en France et en Belgique et enfin en Angleterre. Il fait partie de diverses organisations d'émigrés polonais et a collaboré à de nombreux périodiques français et polonais où il publie des articles sur des thèmes socio-politiques et historiques.
Czyński entretiendra une tumultueuse et longue amitié avec la féministe belge Zoé de Gamond.

## Publications
- Question des juifs polonais, envisagée comme question européenne Paris, 1833, ed. Guillaumin, 29 p. (consultable sur Gallica)
- Kopernic et ses travaux, Paris, 1847 ed. J. Renouard 314 p. (consultable sur Gallica)
- Le réveil d'Israël : histoire, statistique, chronique du jour... ; La Pologne catholique et la Pologne libérale ; Le fils de la juive, Paris 1848, Éd  J. Renouard, 1 vol. en 3 parties (162-8-122 p.) : 7 pl. (consultable sur Gallica)
- La Russie pittoresque, Vignettes de J.B. Gatti, Paris, 1837 ed. Au bureau central, 383 p.
- Israël en Pologne, lettres adressées aux Archives israélites, Paris, 1861, 54 p.
- Avenir des femmes, Paris, 1841, librairie sociale, 68 p. (consultable sur Gallica)
- A, B, C, D de l'organisation du travail, Paris, 1848 impr. de Lacour, 15 p. (consultable sur Gallica)
- Avenir des ouvriers, Paris, 1839, Librairie sociale, 31 p. (Sujet   Fourier, Charles) (consultable sur Gallica)
- La Révolte des Circassiens,, Paris, 1837, ed. Roux, 24 p. (consultable sur Gallica)
- Le Choix d'une czarine, comédie-vaudeville en deux actes, Paris, 1842, Éd. Lacour, 16 p. (consultable sur Gallica)
- Le Kosak, roman historique, Paris, 1836, ed. A. Leclaire, Tome 1, 320 p., tome 2, 392 p. (consultable sur Gallica)
- Stenko le rebelle, roman historique, 1837, Paris, ed. Roux, 365 p.